# Froide Fontaine
Der Ruisseau de Froide Fontaine ist ein knapp drei Kilometer langer Bach im französischen Département Vosges. Er ist ein westlicher und linker Zufluss des Ruisseau de Suriauville.

## Geographie

### Verlauf
Der Ruisseau de Froide Fontaine entspringt auf einer Höhe von etwa 370 m knapp anderthalb Kilometer nördlich von  Suriauville aus einem Teich. Der Quellteich liegt südlich des Ferme des Évêques auf dem Gemeindegebiet von Suriauville am Nordrand des Bois Cibas.
Er kreuzt zunächst die Zufahrtsstraße zum Gehöft und fließt dann in südöstlicher Richtung durch einen Streifen mit Rapsfeldern, der auf beiden Seiten von Laubwald begrenzt wird.  Nach etwa anderthalb Kilometer weicht der Wald der offenen Flur und der Bach wird auf seiner rechten Seite vom Ruisseau de la Démounotte gespeist. Der Ruisseau de Froide Fontaine unterquert nun die Departementsstraße 13 und zieht dann, teilweise unterirdisch verrohrt, noch knapp einen Kilometer durch Dauergrünland und markiert dabei zeitweise die Gemeindegrenze von Suriauville und Contrexéville.
Er mündet schließlich zwischen Suriauville und Contrexéville auf einer Höhe von 342 m auf dem Gebiet von der Gemeinde Contrexéville von links in den aus dem Südwesten heranziehenden  Ruisseau de Suriauville.
Der 2,74 km lange Lauf des Ruisseau de Froide Fontaine endet ungefähr 28 Höhenmeter unterhalb seiner Quelle, er hat somit ein mittleres Sohlgefälle von etwa 10 ‰.

### Zuflüsse
- Ruisseau de la Démounotte (rechts), ca. 1,0 km[4]

### Orte
- Suriauville
- Contrexéville